# Lagopus muta welchi
Lagopus muta welchi es una subespecie  de la familia Tetraonidae en el orden de los Galliformes. 

## Distribución geográfica
Se encuentra en Terranova.